# Klein Eyolf

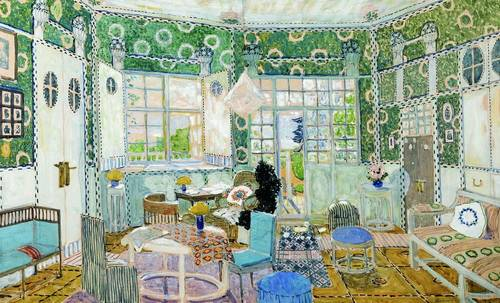
Bühnenbild einer Aufführung von 1907

Klein Eyolf ist ein Theaterstück von Henrik Ibsen. Es wurde 1894 geschrieben und am 12. Januar 1895 im Deutschen Theater in Berlin uraufgeführt.

## Inhalt
Ritas und Alfreds ungewollter Sohn Eyolf fällt in der Nacht vom Tisch und wird behindert. Seitdem verweigert sich Alfred jeder Intimität, zieht sich auf sein Buchprojekt "Die menschliche Verantwortung" zurück und widmet sich Eyolfs Erziehung. Rita hasst ihren Sohn, der zwischen ihr und ihrem Mann steht. Eyolf folgt einer Rattenfängerin und ertrinkt im Meer. Alfred gesteht sich den Bankrott seiner Ehe und will mit seiner Halbschwester Asta zusammenleben. Diese ihrerseits weiß, dass sie und Alfred gar keine Geschwister sind, und will Rücksicht auf Rita nehmen. Asta flieht mit dem ungeliebten Straßenbauingenieur Borghejm. Rita und Alfred werden sich ihres Egoismus bewusst und wollen aus ihrem Haus ein Heim für die Straßenkinder vom Strand machen. Nun nehmen sie den Armen die Kinder weg, um ihr Sinnloch zu stopfen.

## Interpretation
Die Bindekraft, die von Kindern für Paar-Beziehungen ausgeht, wird selten im Theater thematisiert. Ibsen tut es in Klein Eyolf, der gar nicht klein ist, denn um ihn kreisen Beziehungsplaneten, genannt Eltern. Ibsen gelingt damit eine zeitlose Beziehungskiste, die auch in heutige Reihenmittelhäuser passen könnte. Seine Charaktere nehmen im Laufe des Stückes Konturen an. Trotz des Trauerfalls in der Familie und trotz der ganzen unausgesprochenen für Ibsen typischen Abgründe, nimmt das Stück am Ende eine positive Wendung. Das Stück macht Mut, sich auf Kinder, Aufgaben und Beziehungen einzulassen.

## Aufführungsgeschichte
Das Stück habe in letzter Zeit eine Renaissance erfahren, weil es „mit der Eltern-Kind-Problematik und dem Konflikt von Selbstverwirklichung und Verantwortung Themen verhandelt, die in unserer zunehmend kinderlosen und sinnentleerten Ego-Gesellschaft doch virulent sind.“

## Inszenierungen (Auswahl)
- Uraufführung: Theatre Royal Haymarket London 3. Dezember 1894
- Deutschsprachige Erstaufführung: Deutsches Theater Berlin, 12. Januar 1895
- Schauspielhaus Bochum, Premiere 21. November 1986, Regie: Fritz Marquardt (unter dem Titel Eyolf), mit Hedi Kriegeskotte (Rita Allmers) und Martin Buchholz (Eyolf)[2]
- Berliner Ensemble 1996, Regie: Fritz Marquardt, mit Martin Wuttke (Alfred Allmers)

## Verfilmungen
- The Rat Wife, Armchair Theatre (TV-Serie) April 1958, Regie Stuart Latham
- Little Eyolf, BBC Play of the Month Juli 1982, Regie: Michael Darlow, mit Anthony Hopkins (Alfred Allmers), Diana Rigg (Rita Allmers), Peggy Ashcroft (Rattenfängerin)
- Jazeere (TV-Spielfilm) 1991, Regie: Govind Nihalani